# Millettia angustidentata
Millettia angustidentata är en ärtväxtart som beskrevs av De Wild. Millettia angustidentata ingår i släktet Millettia och familjen ärtväxter. Inga underarter finns listade i Catalogue of Life.